# Sretěnská duchovní akademie
Sretěnská duchovní akademie je bohoslovecká vysoká škola Ruské pravoslavné církve nacházející se v Sretěnském monastýru v Moskvě.

## Historie
Roku 1999 byla ve Sretěnském monastýru otevřena duchovní škola – Sretěnské vyšší pravoslavné monastýrní učiliště.
Dne 17. července 2001 rozhodl Svatý synod vyslyšet prosbu představeného monastýru archimandrity Tichona (Ševkunova) a předsedy vzdělávací komise arcibiskupa Jevgenije (Rešetnikova) o zřízení Sretěnského duchovního učiliště, jehož rektorem byl jmenován archimandrita Tichon (Ševkunov).
Dne 26. prosince 2002 byla Svatým synodem Sretěnská vyšší monastýrní škola přeměněna na Sretěnský duchovní seminář
Dne 28. prosince 2013 patriarcha moskevský a celé Rusi Kirill vysvětil novou budovu semináře.
Dme 13. dubna 2021 byl seminář přeměněn na duchovní akademii.

## Fakulty
- Fakulta bohosloveckých disciplín
- Fakulta pastorace
- Fakulta církevní historie
- Fakulta církevních-praktických a humanitárních disciplín
- Fakulta starověkých a moderních jazyků